# Sływyne
Sływyne (ukr. Сливине) – wieś na Ukrainie, w obwodzie mikołajowskim, w rejonie mikołajowskim, w hromadzie Wesniane. W 2001 liczyła 922 mieszkańców, spośród których 791 wskazało jako ojczysty język ukraiński, 129 rosyjski, 1 mołdawski, a 1 inny.